# لامار پترسون
لامار پترسون (انگلیسی: Lamar Patterson؛ زادهٔ ۱۲ اوت ۱۹۹۱) بازیکن بسکتبال اهل ایالات متحده آمریکا است. از باشگاه‌هایی که در آن بازی کرده‌است می‌توان به آتلانتا هاوکس و آستین توروس اشاره کرد.